# Vinnerstads socken
Vinnerstads  socken i Östergötland ingick i Aska härad, uppgick 1948 i Motala stad och området är sedan 1971 en del av Motala kommun i Östergötlands län, från 2016 inom Motala distrikt.
Socknens areal är 20,85 kvadratkilometer, varav 18,59 land. År 1953 fanns här 1 058 invånare. Delar av tätorten Motala samt kyrkbyn Vinnerstad med sockenkyrkan Vinnerstads kyrka ligger i denna socken. 

## Administrativ historik
Vinnerstads  socken har medeltida ursprung.
Vid kommunreformen 1862 övergick socknens ansvar för de kyrkliga frågorna till Vinnerstads församling och för de borgerliga frågorna till Vinnerstads landskommun. Landskommunen inkorporerades 1948 i Motala stad som 1971 ombildades till Motala kommun.Församlingen uppgick 1967 i Motala församling.
1 januari 2016 inrättades distriktet Motala, med samma omfattning som Motala församling hade 1999/2000 och fick 1967, och vari detta sockenområde ingår.
Socknen har tillhört samma fögderier och domsagor som socknens härad.  De indelta soldaterna tillhörde  Första livgrenadjärregementet, Motala kompani och Andra livgrenadjärregementet.

## Geografi
Vinnerstads socken ligger söder om Motala, Motala ström och Boren. Socknen är kuperad odlad slättbygd med en rullstensås som löper från norr till söder.

## Fornlämningar
Kända från socknen är stensättningar från bronsåldern och äldre järnåldern samt fyra gravfält från järnåldern. En runristning är känd vid kyrkan.

## Namnet
Namnet (1382 Windistadha) kommer från kyrkbyn. Förleden kan innehålla mansnamnet Vinde från vind, 'sned, skev'. Efterleden är sta(d), 'ställe'.

## Kända personer från Vinnerstads socken
- Berit Spong, författare

### Fotnoter
1. 1 2 3  Sjögren, Otto (1931). Sverige geografisk beskrivning del 2 Östergötlands, Jönköpings, Kronobergs, Kalmar och Gotlands län. Stockholm: Wahlström & Widstrand. Libris 9939
2. ↑  Svensk Uppslagsbok andra upplagan 1947–1955: Vinnerstad socken
3. ↑  Harlén, Hans; Harlén Eivy (2003). Sverige från A till Ö: geografisk-historisk uppslagsbok. Stockholm: Kommentus. Libris 9337075. ISBN 91-7345-139-8
4. ↑  ”Församlingar”. Statistiska centralbyrån. https://www.scb.se/hitta-statistik/regional-statistik-och-kartor/regionala-indelningar/forsamlingar/. Läst 30 december 2022.
5. ↑  Administrativ historik för Vinnerstad socken (Klicka på församlingsposten). Källa: Nationella arkivdatabasen, Riksarkivet.
6. 1 2  Nationalencyklopedin
7. ↑  Fornlämningar, Statens historiska museum: Vinnerstads socken
8. ↑  Fornminnesregistret, Riksantikvarieämbetet: Vinnerstads socken Fornminnen i socknen erhålls på kartan genom att skriva in sockennamn (utan "socken") i "Ange geografiskt område"
9. ↑  Mats Wahlberg, red (2003). Svenskt ortnamnslexikon. Uppsala: Institutet för språk och folkminnen. Libris 8998039. ISBN 91-7229-020-X. https://isof.diva-portal.org/smash/get/diva2:1175717/FULLTEXT02.pdf